# Li Han-hsiang
Richard Li Han-hsiang (李翰祥S, Lǐ HànxiángP) (Jinzhou, 7 marzo 1926 – Liaoning, 17 dicembre 1996) è stato un regista cinese, che ha diretto più di 70 film tra gli anni '50 e i '90.
Nel 1965, Li ha vinto il premio ai Golden Horse Film Festival and Awards per il film Xi Shi. La maggior parte dei suoi film tra gli anni '70 e gli '80 sono drammi storici ambientati in Cina.
Nel 1996, Li morì a Pechino, durante le riprese di una serie tv, all'età di 70 anni, a causa di un attacco cardiaco.

## Filmografia

### Regista

#### Lungometraggi[3]
- Lady from the Moon (1954)
- Red Bloom in the Snow (1956)
- Beyond the Blue Horizon (1956)
- He Has Taken Him for Another (1957)
- A Mellow Spring (1957)
- Little Angels of the Streets (1957)
- Lady in Distress (1957)
- A Mating Story (1957)
- The Magic Touch (1958)
- The Blessed Family (1958)
- Dan Fung Street (1958)
- The Angel (1958)
- Diau Charn (1958)
- A Kiss for Me (1958)
- The Kingdom and the Beauty (1959)
- The Adventure of the 13th Sister (1959)
- Love Letter Murder (1959)
- The Enchanting Shadow (1960)
- Rear Entrance (1960)
- The Pistol (1961)
- Yang Kwei Fei (1962)
- Seven Fairies (1963)
- Return of the Phoenix (1963)
- The Adulteress (1963)
- The Empress Wu Tse-tien (1963)
- The Love Eterne (1963)
- Trouble on the Wedding Night (1964)
- Beyond the Great Wall (1964)
- The Coin (1964)
- Beauty of Beauties (1965)
- Dodder Flower (1965)
- The 14th Daughter of Hsin Family (1966)
- Many Enchanting Nights (Part 2) (1966)
- Lady in the Tower (1967)
- Fengyang Flower Drums (1967)
- Commander Underground (1967)
- Love Is More Intoxicating Than Wine (1968)
- The Dawn (1968)
- Storm Over the Yang-Tse River (1969)
- Romance in the Northern Country (1969)
- The Winter (1969)
- Four Moods (1970)
- A Tale of Ghost and Fox (1970)
- The Story of Ti-Ying (1971)
- Legends of Cheating (1971)
- Legends of Lust (1972)

- The Warlord (1972)
- The Admired Girl (1972)
- Cheating in Panorama (1972)
- Facets of Love (1973)
- Tales of Larceny (1973)
- The Happiest Moment (1973)
- Illicit Desire (1973)
- Cheat to Cheat (1973)
- Sinful Confession (1974)
- Scandal (1974)
- The Golden Lotus (1974)
- The Empress Dowager (1975)
- That's Adultery! (1975)
- Forbidden Tales of Two Cities (1975)
- Love Swindler (1976)
- Crazy Sex (1976)
- Wedding Nights (1976)
- The Last Tempest (1976)
- The Mad Monk (1977)
- The Dream of the Red Chamber (1977)
- The Adventures of Emperor Chien Lung (1977)
- Moods of Love (1977)
- Hello Sexy Late Homecomers (1978)
- The Voyage of Emperor Chien Lung (1978)
- Sensual Pleasures (1978)
- Return of the Dead (1979)
- The Ghost Story (1979)
- The Scandalous Warlord (1979)
- The Tiger and the Widow (1980)
- Emperor Chien Lung and the Beauty (1980)
- The Emperor and the Minister (1982)
- Tiger Killer (1982)
- Passing Flickers (1982)
- Take Care, Your Majesty! (1983)
- Reign Behind a Curtain (1983)
- Burning of Imperial Palace (1983)
- The Last Emperor (1986)
- Snuff Bottle (1988)
- The Empress Dowager (1989)
- Madame Bamboo (1991)
- Dun Huang Tales of the Night (1991)
- The Golden Lotus “Love and Desire” (1991)
- Lover's Lover (1994)